# Metenolone
Metenolone, o methenolone, è un androgeno e uno steroide anabolizzante (AAS) che viene utilizzato sotto forma di esteri quali metenolone acetato (nome commerciale Primobolan, Nibal) e metenolone enantato (nome commerciale Primobolan Depot).
Gli esteri di metenolone sono utilizzati principalmente nel trattamento dell'anemia a causa di insufficienza del midollo osseo.
Gli effetti collaterali degli esteri di metenolone includono sintomi di mascolinizzazione come l'acne, aumento della crescita dei peli corporei, cambiamenti della voce e aumento del desiderio sessuale.
Gli esteri di metenolone furono introdotti per uso medico nei primi anni 60. Oltre al loro uso medico, gli esteri di metenolone sono usati per migliorare il fisico e le prestazioni sportive. I farmaci sono sostanze controllate in molti paesi e quindi l'uso non medico è generalmente illecito. Sono stati per lo più sospesi per uso medico e hanno una disponibilità limitata.